# Ruta Provincial 67 (Neuquén)
La Ruta Provincial 67 es una carretera de 18,8 km ubicada al este de la provincia del Neuquén, Argentina, entre la ciudad de Neuquén y Vista Alegre Norte. Conocida como la "Ruta del Petróleo", es uno de los caminos más importantes en la región petrolera de Vaca Muerta.
Se extiende de forma paralela a la Ruta Provincial 7, y comprende una vía de desvío para el tránsito pesado que se mueve entre la capital provincial y las áreas de producción petrolera, evitando su paso por las áreas urbanas de Centenario y Vista Alegre Sur.

## Historia
Considerando el crecimiento demográfico y de actividad en la región, en 2007 se planteó llevar a cabo obras que permitieran descomprimir las vías que, habiendo sido ampliadas en la década del 90', ya iban quedando obsoletas. Así fue como en el año 2014 se inauguró la Autovía Norte, que se extiende entre Neuquén y Plottier de forma paralela a la antigua multitrocha de la Ruta Nacional 22. Como etapa complementaria a esta obra, la provincia inició la consolidación de un vínculo entre la nueva autovía y la futura autovía que se construiría en la Ruta Provincial 51, que hoy se denomina Ruta Provincial 67.
Posteriormente, y habiendo concluido la ampliación del Corredor Petrolero en 2021, el gobierno provincial anunció el proyecto para pavimentar la RP67, a modo de variante de la Ruta Provincial 7, para desviar el tránsito pesado que atravesaba el casco urbano de Centenario y Vista Alegre. Las obras iniciaron el 23 de julio del mismo año en el marco del "Plan Quinquenal de Desarrollo 2019-2023", contemplando la pavimentación de 18,8 km entre la rotonda del sector Z1 (Neuquén) en la Autovía Norte y la primera rotonda de la Ruta Provincial 51 en Vista Alegre Norte, junto con la construcción de una nueva rotonda de acceso a Centenario (a la altura de Calle Benito Machado).
La primera etapa de obras concluyó el 11 de septiembre de 2023, habiéndose inaugurado el camino pavimentado en toda su extensión.

## Localidades
- Neuquén Capital.
- Centenario.
- Municipio de Vista Alegre.